# Upton (Newark and Sherwood)
Upton – wieś i civil parish w Anglii, w hrabstwie Nottinghamshire, w dystrykcie Newark and Sherwood. Leży 22 km na północny wschód od miasta Nottingham i 183 km na północ od Londynu. W 2011 roku civil parish liczyła 425 mieszkańców.